# Прюне-Бельвиль
Прюне́-Бельви́ль (фр. Prunay-Belleville) — коммуна во Франции, находится в регионе Шампань — Арденны. Департамент — Об. Входит в состав кантона Марсийи-ле-Эйе. Округ коммуны — Ножан-сюр-Сен.
Код INSEE коммуны — 10308.
Коммуна расположена приблизительно в 120 км к юго-востоку от Парижа, в 80 км юго-западнее Шалон-ан-Шампани, в 24 км к западу от Труа.

## Население
Население коммуны на 2008 год составляло 220 человек.
| 1962 | 1968 | 1975 | 1982 | 1990 | 1999 | 2008 |
| ---- | ---- | ---- | ---- | ---- | ---- | ---- |
| 176  | 202  | 187  | 192  | 243  | 231  | 220  |

## Экономика
В 2007 году среди 144 человек в трудоспособном возрасте (15—64 лет) 113 были экономически активными, 31 — неактивными (показатель активности — 78,5 %, в 1999 году было 68,5 %). Из 113 активных работали 107 человек (62 мужчины и 45 женщин), безработных было 6 (3 мужчины и 3 женщины). Среди 31 неактивных 9 человек были учениками или студентами, 9 — пенсионерами, 13 были неактивными по другим причинам.

## Фотогалерея

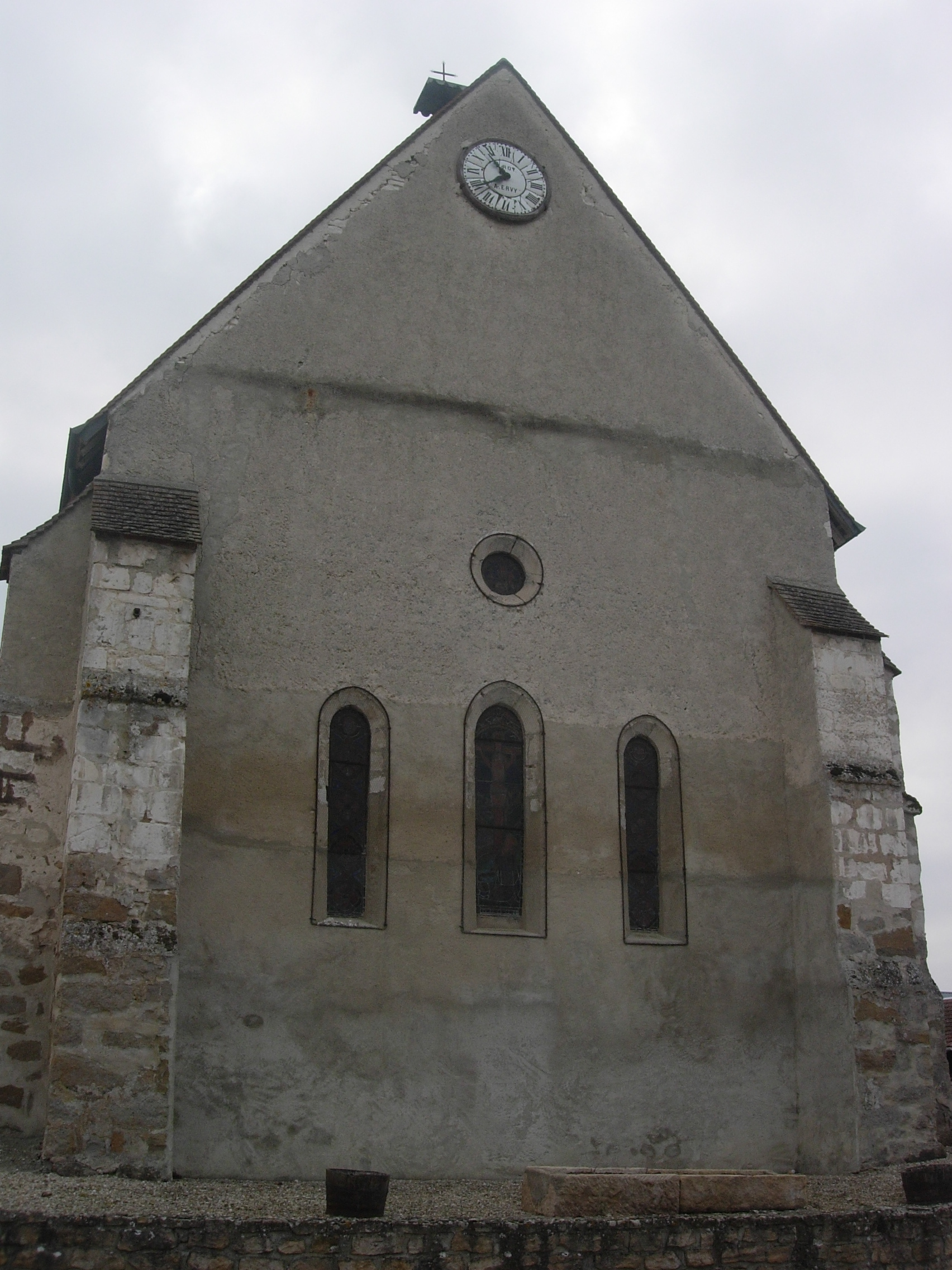
Церковь Сент-Маделен
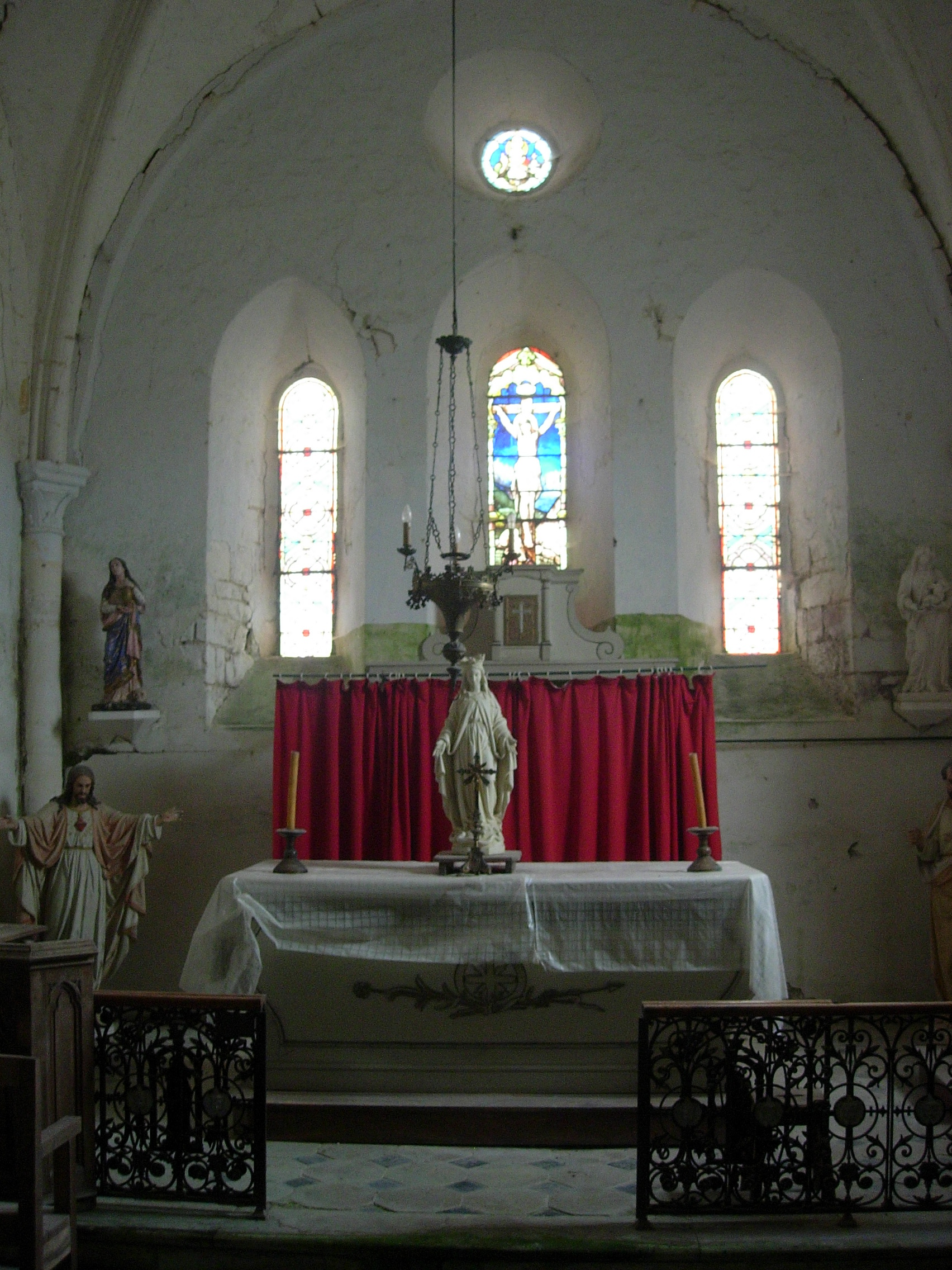
Интерьер церкви Сент-Маделен
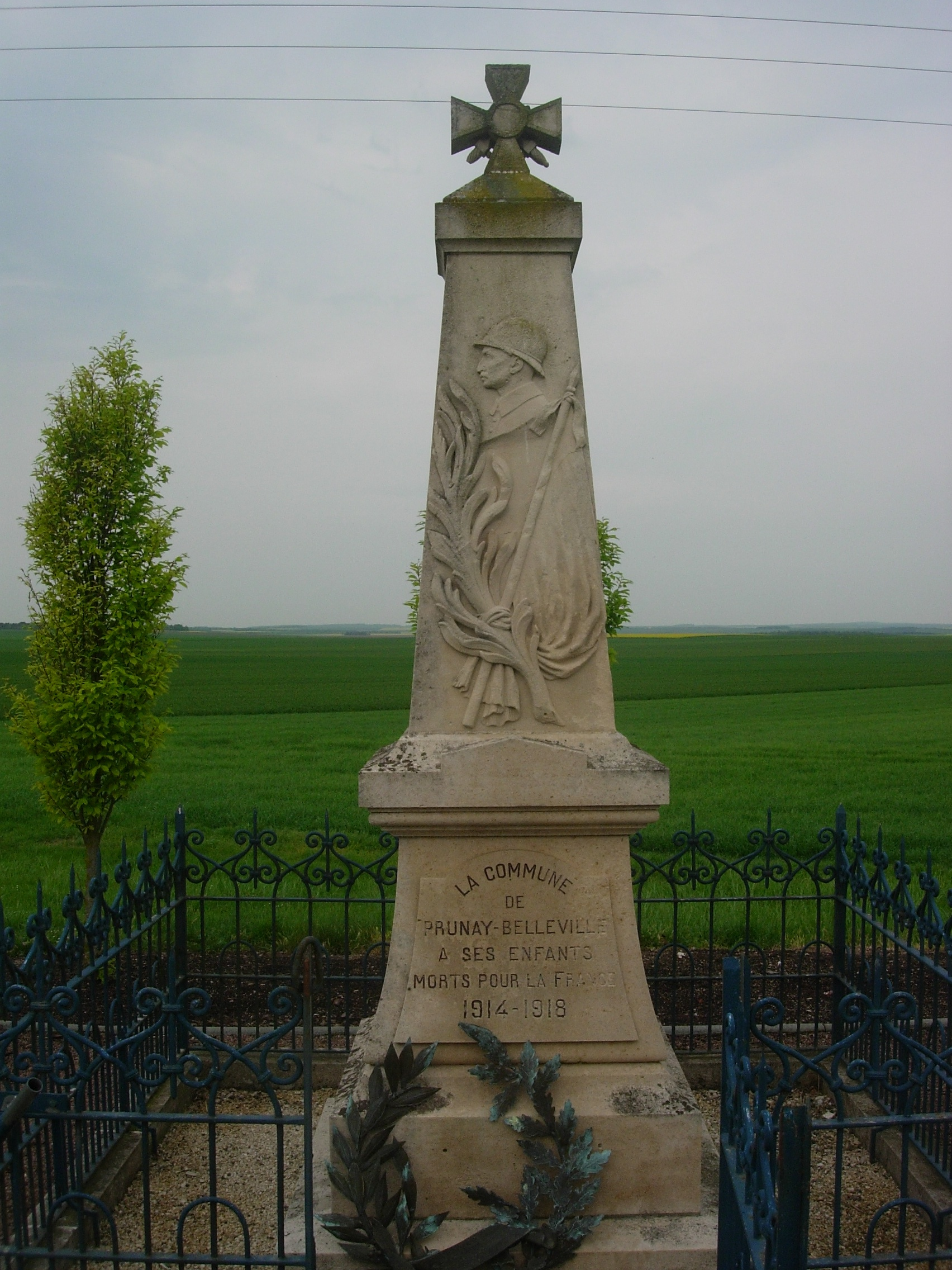
Памятник погибшим в Первой мировой войне
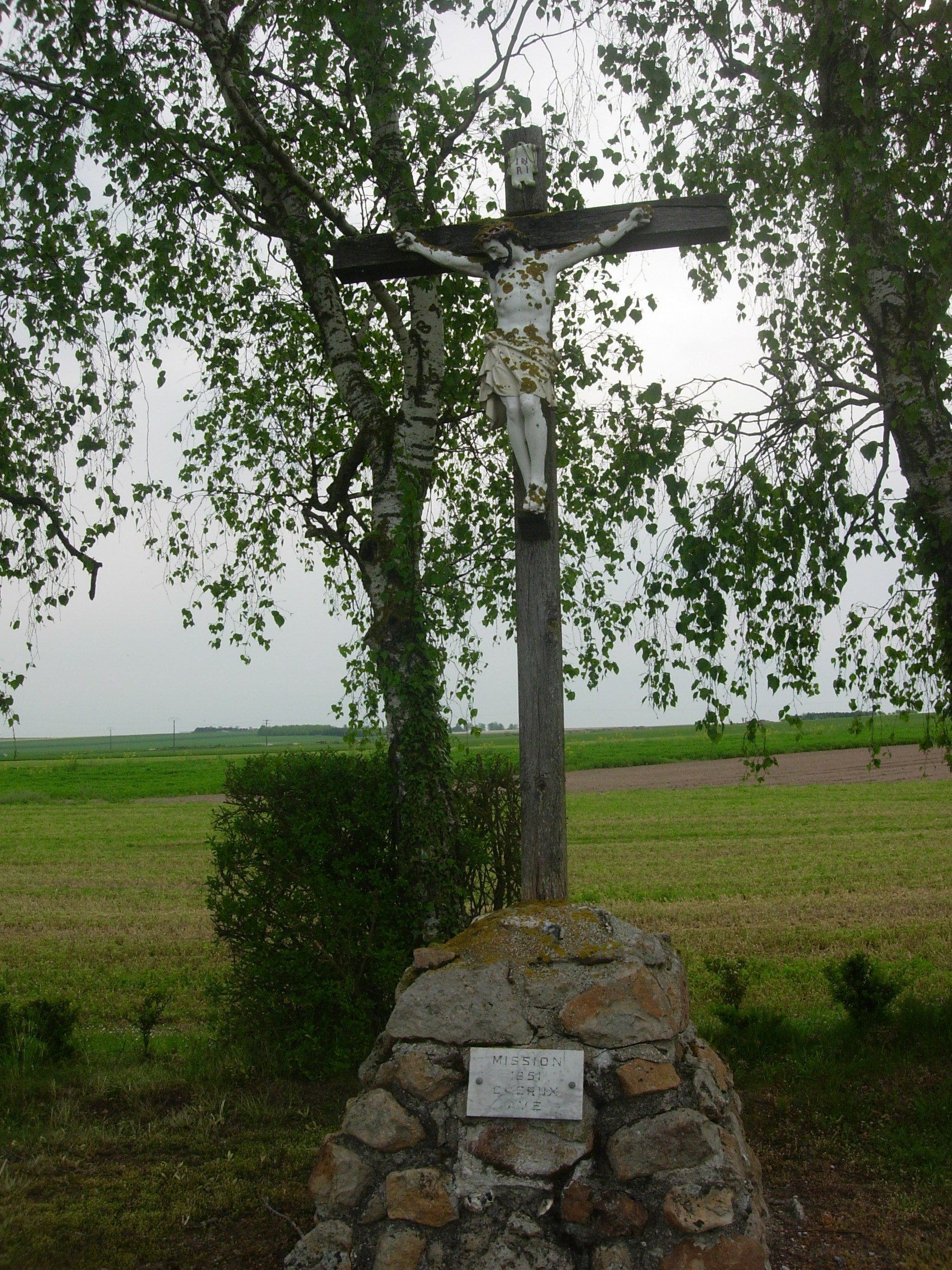
Придорожное распятие